# Miss Teen USA
Miss Teen USA to amerykański konkurs piękności, rozgrywany od 1983 roku.
Zwyciężczyniami konkursu zostały kolejno
| Rok  | Miss Teen USA             | Stan                | Miejsce rozgrywania        |
| ---- | ------------------------- | ------------------- | -------------------------- |
| 1983 | Ruth Zakarian             | Nowy Jork           | Lakeland, Floryda          |
| 1984 | Cherise Haugen            | Illinois            | Memphis, Tennessee         |
| 1985 | Kelly Hu                  | Hawaje              | Miami, Floryda             |
| 1986 | Allison Brown             | Oklahoma            | Daytona Beach, Floryda     |
| 1987 | Kristi Addis              | Missisipi           | El Paso, Teksas            |
| 1988 | Mindy Duncan              | Oregon              | San Bernardino, Kalifornia |
| 1989 | Brandi Sherwood           | Idaho               | San Bernardino, Kalifornia |
| 1990 | Bridgette Wilson          | Oregon              | Biloxi, Missisipi          |
| 1991 | Janel Bishop              | New Hampshire       | Biloxi, Missisipi          |
| 1992 | Jamie Solinger            | Iowa                | Biloxi, Missisipi          |
| 1993 | Charlotte Lopez           | Vermont             | Biloxi, Mississippi        |
| 1994 | Shauna Gambill            | Kalifornia          | Biloxi, Mississippi        |
| 1995 | Keylee Sue Sanders        | Kansas              | Wichita, Kansas            |
| 1996 | Christie Lee Woods        | Teksas              | Las Cruces, Nowy Meksyk    |
| 1997 | Shelly Moore              | Tennessee           | South Padre Island, Teksas |
| 1998 | Vanessa Minnillo          | Karolina Południowa | Shreveport, Luizjana       |
| 1999 | Ashley Coleman            | Delaware            | Shreveport, Luizjana       |
| 2000 | Jillian Parry             | Pensylwania         | Shreveport, Luizjana       |
| 2001 | Marissa Whitley           | Missouri            | South Padre Island, Teksas |
| 2002 | Vanessa Semrow            | Wisconsin           | South Padre Island, Teksas |
| 2003 | Tami Farrell              | Oregon              | Palm Springs, Kalifornia   |
| 2004 | Shelley Hennig            | Luizjana            | Palm Springs, Kalifornia   |
| 2005 | Allie LaForce             | Ohio                | Baton Rouge, Luizjana      |
| 2006 | Katie Blair               | Montana             | Palm Springs, Kalifornia   |
| 2007 | Hilary Cruz               | Kolorado            | Pasadena, Kalifornia       |
| 2008 | Stevi Perry               | Arkansas            | Nassau, Bahamy             |
| 2009 | Stormi Henley             | Tennessee           | Crossville                 |
| 2010 | Kamie Crawford            | Maryland            | Potomac                    |
| 2011 | Danielle Doty             | Texas               | Harlingen                  |
| 2012 | Logan West                | Connecticut         | Southington                |
| 2013 | Cassidy Wolf              | California          | Temecula                   |
| 2014 | K. Lee Graham             | South Carolina      | Chapin                     |
| 2015 | Katherine Haik            | Louisiana           | Franklinton                |
| 2016 | Karlie Hay                | Teksas              | Tomball                    |
| 2017 | Sophia Dominguez-Heithoff | Missouri            | Kansas City                |
| 2018 | Hailey Colborn            | Kansas              | Wichita                    |
| 2019 | Kaliegh Garris            | Connecticut         | New Haven                  |
| 2020 | Kiʻilani Arruda           | Hawaje              | Kapaa                      |
| 2021 | Breanna Myles             | Florida             | Port St. Lucie             |
| 2022 | Faron Medhi               | Nebraska            | Omaha                      |
| 2023 | UmaSofia Srivastava       | New Jersey          | Morris Plains              |
| 2024 | Addie Carver              | Mississippi         | Monticello                 |